# Ramón Julián Puigblanqué
Ramón Julián Puigblanqué (Vic, 9 de noviembre de 1981) es un deportista español que compite en escalada, especialista en la prueba de dificultad. Es bicampeón mundial, en los años 2007 y 2011, y tricampeón europeo, en 2004, 2010 y 2015.
Ganó tres medallas en el Campeonato Mundial de Escalada entre los años 2007 y 2014, y cinco medallas en el Campeonato Europeo de Escalada entre los años 2002 y 2015. Además, consiguió una medalla de oro en los Juegos Mundiales de 2013.

## Palmarés internacional
| Campeonato Mundial | Campeonato Mundial | Campeonato Mundial | Campeonato Mundial |
| Año                | Lugar              | Medalla            | Prueba             |
| ------------------ | ------------------ | ------------------ | ------------------ |
| 2007               | Avilés (España)    | Medalla de oro     | Dificultad         |
| 2011               | Arco (Italia)      | Medalla de oro     | Dificultad         |
| 2014               | Gijón (España)     | Medalla de plata   | Dificultad         |
| Campeonato Europeo |                    |                    |                    |
| Año                | Lugar              | Medalla            | Prueba             |
| 2002               | Chamonix (Francia) | Medalla de bronce  | Dificultad         |
| 2004               | Lecco (Italia)     | Medalla de oro     | Dificultad         |
| 2010               | Imst (Austria)     | Medalla de oro     | Dificultad         |
| 2013               | Chamonix (Francia) | Medalla de plata   | Dificultad         |
| 2015               | Chamonix (Francia) | Medalla de oro     | Dificultad         |